# Heinrich Northe
Heinrich Northe (* 17. Juli 1908 in Halberstadt; † 29. Mai 1985 in Bonn) war ein deutscher Diplomat und Mediziner.

## Leben
Northe war Sohn des Fabrikanten und Wollkaufmanns Otto Northe und seiner britischen Frau Emma geb. Battle. Er verbrachte seine Kindheit in Deutschland und in Chile. Er begann nach dem Abitur 1927 an der Philipps-Universität Marburg Rechts- und Staatswissenschaften zu studieren. Am 3. Dezember 1927 wurde er im Corps Teutonia Marburg recipiert. Als Inaktiver wechselte er an die Albertus-Universität Königsberg und die Georg-August-Universität Göttingen. Er bestand 1931 das Erste Staatsexamen und wurde in Marburg zum Dr. iur. promoviert.

### Diplomat bis 1945 und Nachkriegszeit
Nach einem anschließenden Examen als Dolmetscher für die chinesische Sprache trat er in den Auswärtigen Dienst ein. Er war 1933–1935 Mitarbeiter an der Deutschen Botschaft in Moskau und dann an der Gesandtschaft in Bulgarien tätig. Zum 1. März 1935 trat er der NSDAP bei (Mitgliedsnummer 3.604.851). Nach Beendigung der Attachéausbildung war er zunächst im Juli 1935 Erster Sekretär der Auslandsvertretungen in Mexiko. In dieser Funktion war er zu Beginn der Zeit des Nationalsozialismus mit der Wirtschafts-, Schul- und Sozialstruktur der Deutschen Minderheit in Mexiko befasst. Unter den Deutschen in Mexiko waren seit 1933 auch viele Juden und Sozialisten, da Mexiko ein wichtiges Zufluchtsland für vertriebene und geflohene Deutsche war. Danach war er nacheinander an den Auslandsvertretungen in Nanjing, Tianjin tätig und übernahm als Legationssekretär im Sommer 1940 Chongqing. Er soll im gleichen Jahr als Legationsrat die Schwiegertochter eines deutschen Diplomaten wegen „antinazistischer Äußerungen“ beim Pekinger Ortsgruppenleiter der NSDAP denunziert haben. Im Anschluss war er von 1941 bis 1945 als Gesandtschaftsrat Zweiter Klasse Mitglied der Wirtschaftsabteilung bei der Waffenstillstandskommission in Saigon war.
In der Nachkriegszeit in Deutschland studierte Northe 1945–1950 Medizin. Er legte nicht nur das Medizinische Staatsexamen ab, sondern wurde am 25. Oktober 1950 an der Albert-Ludwigs-Universität Freiburg auch zum Dr. med. promoviert. Nach der Approbation war er 1950/51 Assistenzarzt für Chirurgie am Universitätsklinikum Freiburg und an der Medizinischen Poliklinik Bonn.

### Diplomat in der Bundesrepublik und Aufstieg zum Botschafter
Über seine Entnazifizierung ist nichts bekannt. 1951 trat Northe erneut in den wiedergeschaffenen Auswärtigen Dienst ein und war zunächst 1952–1955 als Botschaftsrat und Geschäftsträger ad interim Leiter der Botschaft in Japan. Später stieg er zum Ministerialdirigenten im Auswärtigen Amt auf. Zwischen September 1961 und 1967 war er Botschafter in Peru. Während dieser Zeit war er im Mai 1963 zusammen mit dem peruanischen Außenminister Luis Alvarado Garrido und dem Luftfahrtminister Generalleutnant Salvador Noya Ferré Unterzeichner des Deutsch-Peruanischen Luftverkehrsabkommens.
Kurz vor Ende dieser Tätigkeit war er als Nachfolger von Franz Krapf als Leiter der für alle Ost-West-Fragen zuständigen Politischen Abteilung II im Auswärtigen Amt im Gespräch. Diese Funktion übernahm allerdings der bisherige Botschafter in Indonesien, Luitpold Werz, während er selbst 1967–1969 Ständiger Vertreter beim Europarat in Straßburg wurde.
Daraufhin war Northe als Ministerialdirektor und Botschafter z. b. V.für Osteuropa im Auswärtigen Amt tätig. Als solcher bereitete er im Rahmen der Neuen Ostpolitik von Bundeskanzler Willy Brandt im Frühjahr 1971 Verhandlungen mit der Tschechoslowakei vor. Er führte auch Gespräche mit der US-Regierung über Mitspracherechte Europas zu Kommunikationssatelliten.

### Sonstiges
Er erhielt 1932 die Rettungsmedaille am Band des Freistaats Preußen. Im Oktober 1972 gehörte er zu den Initiatoren der Anglo-German Foundation.
Verheiratet war er seit 1947 mit Eva-Maria Harhausen. Aus der Ehe gingen drei Söhne und eine Tochter hervor.

### Publikationen
- Sind die Reichsminister Reichsbeamte? Friedrich, Marburg 1931.